# Modèle de croissance de Kaldor
 (octobre 2022).
Le modèle de croissance de Kaldor a été publié en 1957. 
Le modèle diffère de celui de Solow en matière d'embauche :
- L'offre à court terme de biens et de services agrégés dans une économie en croissance est inélastique et n'est affectée par aucune augmentation de la demande monétaire effective. Comme il est basé sur l'hypothèse keynésienne du plein emploi ;
- Le progrès technique dépend du taux d'accumulation du capital ;
- Les salaires et les bénéfices constituent le revenu ;
- Le niveau général des prix est constant[1].